# Comuna de Lwówek Śląski
Lwówek Śląski (polaco: Gmina Lwówek Śląski) é uma gminy (comuna) na Polónia, na voivodia de Baixa Silésia e no condado de Lwówecki. A sede do condado é a cidade de Lwówek Śląski.
De acordo com os censos de 2004, a comuna tem 18 300 habitantes, com uma densidade 76,1 hab/km².

## Área
Estende-se por uma área de 240,37 km², incluindo:
- área agrícola: 64%
- área florestal: 26%

## Demografia
Dados de 30 de Junho 2004:
|                      | Total   | Total | Mulheres | Mulheres | Homens  | Homens |
| -------------------- | ------- | ----- | -------- | -------- | ------- | ------ |
|                      | pessoas | %     | pessoas  | %        | pessoas | %      |
| População            | 18 300  | 100   | 9393     | 51,3     | 8907    | 48,7   |
| Densidade (pop./km²) | 76,1    | 100   | 39,1     | 39,1     | 37,1    | 37,1   |

De acordo com dados de 2002, o rendimento médio per capita ascendia a 1173,73 zł.

## Subdivisões
- Bielanka, Brunów, Chmielno, Dębowy Gaj, Dłużec, Dworek, Gaszów, Górczyca, Gradówek, Kotliska, Mojesz, Nagórze, Niwnice, Pieszków, Płóczki Dolne, Płóczki Górne, Radłówka, Radomiłowice, Rakowice Małe, Rakowice Wielkie, Skała, Skorzynice, Sobota, Ustronie, Włodzice Małe, Włodzice Wielkie, Zbylutów, Żerkowice.

## Comunas vizinhas
- Bolesławiec, Gryfów Śląski, Lubomierz, Nowogrodziec, Pielgrzymka, Warta Bolesławiecka, Wleń